# Sigismond Valentin Myrton-Michalski
Sigismond Valentin Michalski, dit Myrton Michalski, né le 14 février 1861 à Uzarzewo et mort à Paris le 7 novembre 1909 est un peintre polonais.

## Biographie
Après l'obtention de son diplôme d'études secondaires à Poznań, Sigismond Valentin Myrton-Michalski obtient une bourse bourse qui lui permet d'intégrer l'Académie des beaux-arts de Cracovie ; ses professeurs sont alors Władysław Łuszczkiewicz, Florian Cynk et Leopold Loeffler (en).
Diplômé de l'Académie, il se rend à Paris en 1885, où il poursuit ses études de peinture dans l'atelier de Carolus-Duran. Il expose au Salon à partir de 1891.
Portraitiste, il devient membre de la Société nationale des beaux-arts. 
Il meurt le 7 novembre 1909 à son domicile de la rue Descombes à Paris et est inhumé le 16 novembre au cimetière des Champeaux de Montmorency.

Œuvres de Myrton Michalski
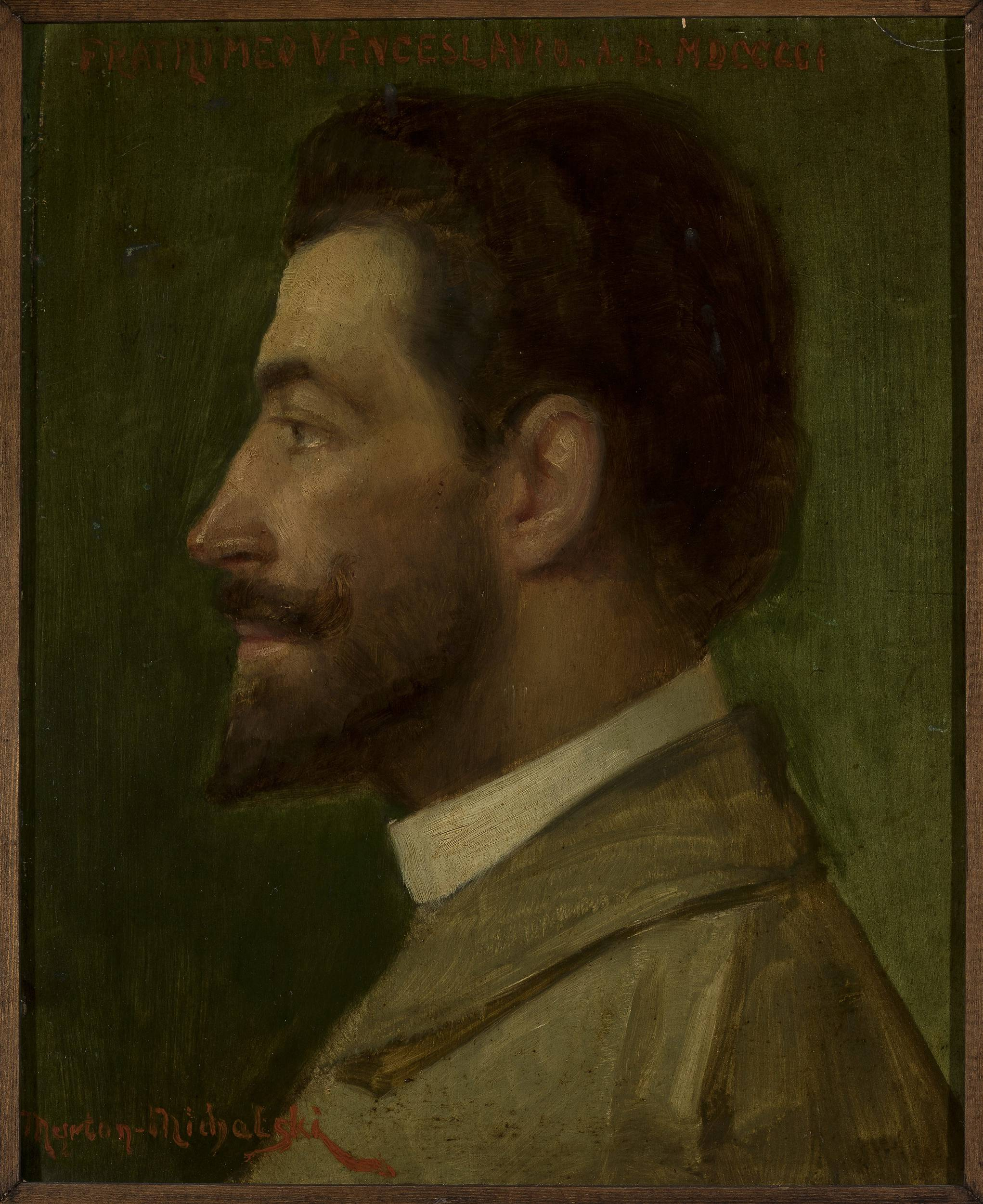
Portrait d'Albert Michalski (1901), musée national de Varsovie.
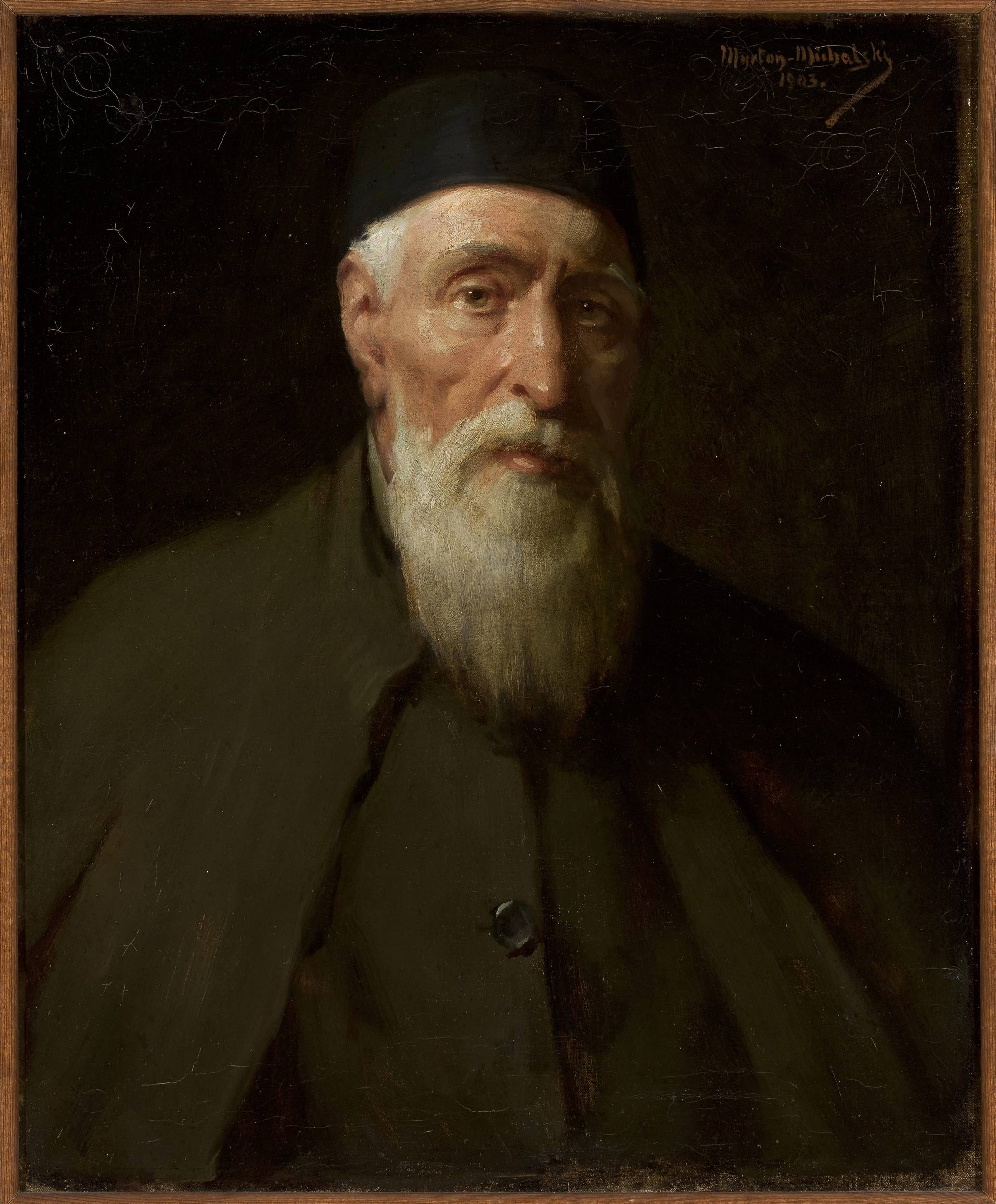
Portait d'un homme âgé (1903), musée national de Varsovie.